# Sicydium multipunctatum
Sicydium multipunctatum är en fiskart som beskrevs av Regan, 1906. Sicydium multipunctatum ingår i släktet Sicydium och familjen smörbultsfiskar. IUCN kategoriserar arten globalt som livskraftig. Inga underarter finns listade i Catalogue of Life.